# Polyole
| Polyole (Auswahl)                                                                                    |
| Pentaerythrit                                                                                        |
| Xylit                                                                                                |
| Polyether-Polyol (Die Sauerstoffatome des Ethers sind blau dargestellt.)                             |
| Polyester-Polyol (Die Sauerstoff- und Kohlenstoffatome des Carbonsäureesters sind blau dargestellt.) |

Polyole (auch Polyhydroxy-Verbindungen) sind organische Verbindungen mit mehreren Hydroxygruppen (–OH). Dazu zählen mehrwertige Alkohole (Polyalkohole) und Aromaten mit mehreren an das Ringsystem gebundenen OH-Gruppen (manchmal, aber verwirrend, Polyphenole genannt).
Einfache lineare Polyole sind das Diol Glycol (Ethan-1,2-diol) und das Triol Glycerin (Propan-1,2,3-triol). Ab vier Hydroxygruppen verzichtet die Nomenklatur auf die Benennung der genauen Anzahl der Hydroxygruppen  in einer chemischen Verbindung und verwendet statt den Wortendungen „-diol“ (für zwei) oder „-triol“ (für drei) nur das allgemeinere „-polyol“.
Neben aromatischen Polyolen können auch Polyalkohole eine cyclische Struktur aufweisen (z. B. Inosit).
Die Herstellung von Polyolen, insbesondere für die Kunststoffindustrie, kann sowohl petrochemisch (auf der Basis von Mineralöl) wie auch oleochemisch (auf Pflanzenölbasis) erfolgen.

## Eigenschaften
Da der Überbegriff Polyol eine rein chemische Nomenklatur ist und nur das Vorhandensein mehrerer Hydroxygruppen anzeigt, kann man den Polyolen keine allgemeinen Eigenschaften zuordnen. Polyole sind bei Raumtemperatur meist hochviskos (zähflüssig) bis fest. Dies liegt in der Tatsache begründet, dass sich Wasserstoffbrücken unter den einzelnen Molekülen ausbilden.
Viele Polyole gehören zur Gruppe der FODMAPs („fermentable oligo-, di-, monosaccharides and polyols“, deutsch: vergärbare Mehrfach-, Zweifach-, Einfachzucker und mehrwertige Alkohole), die in Getreideprodukten als auch in Hülsenfrüchten, Obst oder Gemüse enthalten sein können und bei Menschen Unverträglichkeiten auslösen können. (Stichwort: Nicht-Zöliakie-Weizensensitivität)

## Beispiele
Einige häufig verwendete Polyole sind: 
- Polyole als zahnfreundliche Zuckeraustauschstoffe in Kaugummis und Bonbons: zum Beispiel Xylit (Birkenzucker), Isomalt, Sorbit oder Mannit
- Frostschutzmittel: zum Beispiel Ethylenglycol (1,2-Ethandiol) oder Glycerin (1,2,3-Propantriol)
- Kunststoffbestandteile: Polyesterpolyole oder Polyetherpolyole werden in der Herstellung von Polyurethan verwendet.
- Farb-, Riech-, Geschmacks- und Wuchsstoffe (zum Beispiel ätherische Öle): diverse Phenole mit mehreren Hydroxygruppen

## Biogene Polyole
Im Regelfall entstammen sowohl die Polyole wie auch die Polyisocyanate der Produktion aus petrochemischen Rohstoffen, es können jedoch auch Polyole auf der Basis von Pflanzenölen eingesetzt werden. Vor allem Rizinusöl ist hierfür geeignet, da es selbst über Hydroxygruppen verfügt und so direkt mit Isocyanaten umgesetzt werden kann. Weiterhin werden Derivate des Rizinusöls verwendet. Des Weiteren können Polyole auf Basis von Pflanzenölen zum einen durch Epoxidierung  der Pflanzenöle mit anschließender Ringöffnung wie auch über eine Umesterung von Pflanzenölen mit Glycerin hergestellt werden. Polyurethane auf Basis von Pflanzenölen werden aufgrund der biogenen Herkunft eines Teils der Rohstoffe auch als „Bio-Polyurethane“ vermarktet.
Biogene Polyole liegen in ihrem Preis derzeit oberhalb petrochemischer, wodurch ihre Anwendung auf spezielle Zwecke eingeschränkt ist. International wird an Polyolen auf der Basis von Soja-, Raps-, Sonnenblumenöl gearbeitet, unter anderem als Basis für die Herstellung von Matratzenschäumen. Einzelne Unternehmen arbeiten an der Gewinnung von biogenen Polyolen aus Lignin. Große Nutzungspotenziale werden u. a. für die Herstellung von Polyurethanen als Kunststoffe, Schäume oder Kunstharze sowie von hochwertigen, lichtbeständigen Polyestern und Polyurethanen für die Lackrohstoffindustrie gesehen.